# Andrew Selous
Andrew Edmund Armstrong Selous, né le 27 avril 1962 à Londres, est un homme politique britannique, membre du Parti conservateur, et député de Bedfordshire Sud-Ouest de 2001 à 2024. 

## Jeunesse
Il est né à Marylebone de Mary Casey et de Gerald Selous. Il fait ses études à la West Downs School, au Collège d'Eton et à la London School of Economics, où il obtient un BSc en industrie et commerce en 1984. 
En 1981, Selous rejoint à l'Honourable Artillery Company. Il sert comme soldat jusqu'à ce qu'il reçoive une commission dans le Royal Regiment of Fusiliers en octobre 1989. Il est ensuite transféré au London Regiment en avril 1993. Il rejoint la Réserve d'officiers de l'armée régulière en janvier 1996, mettant ainsi fin à son service actif. De 1988 à 1994, il est administrateur de sa société familiale CNS Electronics (aujourd'hui CNS Farnell). Puis, de 1991 à 2001, il est souscripteur chez Great Lakes Reinsurance (UK) PLC. 

## Carrière parlementaire
Il est élu pour la première fois à la Chambre des communes en 2001 et s'était présenté à Sunderland North en 1997. Il est administrateur et membre éminent de la Conservative Christian Fellowship. 
En 2006, il est promu ministre fantôme du travail et des pensions. 
Au sein du gouvernement de coalition, il est secrétaire parlementaire privé de Iain Duncan Smith, secrétaire d'État au travail et aux pensions, du 28 mai 2010 au 16 juillet 2014. Le 16 juillet 2014, il est nommé sous-secrétaire d'État parlementaire au ministère de la Justice chargé des prisons et de la probation et conserve ce rôle à la suite des élections générales de 2015. Il quitte le gouvernement lorsque Theresa May devient Premier ministre en juillet 2016.
En matière d'environnement, Selous a presque toujours voté contre les mesures de prévention du changement climatique. 
Il est nommé deuxième commissaire aux Domaines de l'Église, chargé de représenter les commissaires de l'Église au Parlement et au Synode général de l'Église d'Angleterre, le 10 janvier 2020. 